# جون هوارد (ممثل)
جون هوارد (بالإنجليزية: John Howard)‏ هو ممثل أسترالي، ولد في 22 أكتوبر 1952 في أستراليا.

## أعمال

### أفلام
- (2015)  فيوري رود[3][4][5][6][7]

### مسلسلات
- فتاة من الغد

## وصلات خارجية
- جون هوارد على موقع IMDb (الإنجليزية)
- جون هوارد على موقع قاعدة بيانات الفيلم (الإنجليزية)